# USS San Antonio
L’ USS San Antonio (LPD-17) est un Landing Ship Dock, navire de tête de la classe San Antonio. Il est le premier navire de l’United States Navy à porter le nom de la ville de San Antonio, au Texas.

## Construction

### Améliorations de conception
Le San Antonio est le premier navire de la marine américaine à intégrer de nouvelles caractéristiques de confort de l’équipage, notamment des couchettes avec une hauteur libre accrue, des ventilateurs intégrés et des étagères coulissantes pour ordinateurs portables.
Il est également le plus grand navire de la marine américaine à intégrer des caractéristiques furtives, avec une attention particulière portée aux formes extérieures. Les améliorations des formes sont les suivantes :
- Les antennes principales sont montées sur des plates-formes à l’intérieur de deux systèmes avancés de mât fermé / capteur, plutôt que sur des mâts traditionnels qui exposent les antennes aux intempéries.
- Les bords du pont sont délimités par des pavois façonnés plutôt que par des câbles tendus entre des poteaux. Ces pavois sont creux et servent également de casiers de rangement, éliminant ainsi l’encombrement des casiers sur les ponts.
- L’équipement extérieur est encastré dans la mesure du possible, ce qui donne au navire une apparence extérieure lisse. Tout équipement qui ne peut pas être encastré (comme les échelles) intègre des caractéristiques de forme qui lui sont propres.
- La grue de manutention de bateaux située au centre du navire se replie en une forme compacte lorsqu’elle n’est pas utilisée[1].
- L’ancre et son logement sont façonnées de manière à minimiser la rétrodiffusion radar.

### Attribution du contrat et construction
Le 17 décembre 1996, l’US Navy a attribué un contrat à une alliance industrielle dirigée par Northrop Grumman Ship Systems (anciennement Litton Avondale), avec General Dynamics Bath Iron Sites, Raytheon Electronic Systems et Intergraph Corporation, pour concevoir et construire le premier des 12 navires prévus dans le cadre du programme LPD-17 de la Navy.
La quille a été posée le 9 décembre 2000. Le navire a été lancé le 12 juillet 2003 et baptisé le 19 juillet par la sénatrice Kay Bailey Hutchison du Texas. Il devait initialement être mis en service le 17 juillet 2002, mais la mise en service a été retardée par des problèmes au chantier naval Avondale, ce qui a entraîné son remorquage en décembre 2004 depuis la Nouvelle-Orléans jusqu’au chantier naval Northrop Grumman à Pascagoula, Mississippi, pour y être achevé.
La marine a pris livraison du navire trois jours avant le passage de l’ouragan Katrina en août 2005. Les travaux ont été retardés davantage lorsque le navire est devenu une base pour les efforts de secours régionaux, y compris l’hébergement de certains travailleurs du chantier naval, de la Garde nationale, du personnel de plongée et de sauvetage de la marine et des représentants du gouvernement. Le coût final du navire a dépassé le budget de 840 millions de dollars.

### Mise en service
L’USS San Antonio a finalement été mis en service le 14 janvier 2006, à la base navale d'Ingleside, Texas. Parmi les invités figurait l’ancien président américain George H. W. Bush. La sénatrice Hutchison, la marraine du navire, a donné à l’équipage le premier ordre habituel : « Pilotez notre navire et ramenez-le à la vie! » Après sa mise en service, il a été envoyé à son port d'attache de Norfolk, en Virginie.

## Historique

### 2003
L’USS San Antonio a été construit par Northrop Grumman Ship Systems à la Nouvelle-Orléans, le navire de 25 000 tonnes a été lancé le 12 juillet 2003 et baptisé une semaine plus tard. Il devait être mis en service le 17 juillet 2002, mais la mise en service a été retardée par les mauvaises performances du chantier naval Avondale, ce qui a entraîné son remorquage depuis la Nouvelle-Orléans jusqu’au chantier naval Northrop Grumman à Pascagoula, Mississippi, en décembre 2004 pour y être achevé. Le navire était incapable de se déplacer par ses propres moyens à ce moment-là, bien qu’il ait été baptisé plus d’un an plus tôt.

### 2009
En 2009, l’USS San Antonio a servi de navire amiral à la Combined Task Force 151, la force navale multinationale de lutte contre la piraterie au large de la Somalie. Pendant le temps de dépliement du navire au large de l’Afrique, l’équipage est monté à bord de 20 navires étrangers. L’équipage a découvert des explosifs cachés sur l’un des navires. Le navire est retourné à Norfolk le 27 mars 2009.

### 2013
En août 2013, la marine a confirmé que l’USS San Antonio était entré en Méditerranée orientale. Ils ont souligné qu’il s’agissait d’une action planifiée de longue date et non liée à l’arrivée de destroyers qui y étaient stationnés en raison du conflit en Syrie. Les responsables ont jugé prudent de garder le navire près des destroyers, compte tenu de la situation. En octobre 2013, Abu Anas al-Libi, un agent d’Al-Qaïda, a été arrêté en Libye, puis transféré sur l’USS San Antonio en attendant d’être transporté aux États-Unis pour y être jugé et interrogé.

### 2016
Le 12 octobre 2016, l’USS San Antonio et le destroyer Mason transitaient par l’extrémité sud de la mer Rouge lorsque des missiles ont été tirés sur eux depuis le territoire contrôlé par les Houthis au Yémen. Aucun des deux navires n’a été touché. En réponse à l’attaque du Mason et du San Antonio, le destroyer USS Nitze a lancé cinq missiles de croisière contre trois sites radar au Yémen qui, selon les responsables américains, visaient les navires américains.
Le 21 octobre 2016, l’USS San Antonio a été déployé en mer Méditerranée dans le cadre de l’opération Odyssey Lightning pour remplacer le navire d'assaut amphibie Wasp, qui menait des opérations contre l’État islamique. L’USS San Antonio transportait des UH-1 Y Huey et des AH-1 W Cobra de l’unité de combat aérienne du 22nd MEU, la VMM-264. Les chasseurs Harrier des Marines faisaient partie de l’opération à bord du Wasp.

## Critique
Près de trois ans après sa mise en service, des problèmes persistaient avec ce navire de première classe. Le 27 janvier 2006, un contrat d’une valeur de plus de 6 millions de dollars a été attribué à Northrop Grumman, pour la disponibilité post-shakedown du San Antonio. Les travaux devaient être terminés d’ici avril 2007. Le 22 juin 2007, le secrétaire à la Marine Donald C. Winter a envoyé une lettre à Northrop Grumman décrivant les problèmes avec le navire, depuis les fuites jusqu’aux problèmes de gouvernail, déclarant : « Vingt-trois mois après la mise en service du LPD-17, la Marine n’a toujours pas de navire apte à la mission,. »
Une semaine avant le déploiement, l’entrepôt frigorifique est tombé en panne. Des unités réfrigérées ont été grutées sur le pont d'envol pour entreposer les provisions pour le déploiement pendant que les réparations étaient effectuées. Le jour du déploiement, la rampe arrière n’a pas fonctionné, ce qui a entraîné un retard de deux jours.
En novembre 2008, deux mois après le début de son déploiement inaugural, le San Antonio a été contraint de subir un arrêt de maintenance imprévu à Bahreïn en raison de fuites dans son système de tuyauterie d’huile de lubrification.
En février 2009, lors d’un transit par le canal de Suez, alors que les deux hélices étaient à pleine puissance, une hélice s’est soudainement mise en marche arrière, ce qui a entraîné la perte de contrôle du navire, manquant de peu d’autres navires et s’échouant.
Au cours d’une mission de lutte contre la piraterie en février 2009, l’un des membres de l’équipage du navire, le maître de 1ère classe Theophilus K. Ansong, 34 ans, de Bristol, en Virginie, a été tué dans un accident de petit bateau dans le golfe d'Aden. Le capitaine du navire, le commandant Eric C. Cash, a été réprimandé pour l’accident survenu par l’amiral J.C. Harvey Jr., commandant du Fleet Forces Command,. Un autre officier, le capitaine de corvette Sean Kearns, l’officier supérieur du navire, a refusé un mât sur le même incident et a été traduit en cour martiale en octobre et novembre 2010. Au cours du procès, son équipe de défense a présenté des preuves des nombreuses déficiences du navire et de l’absence de procédures écrites comme ayant contribué à l’accident,. Kearns a été acquitté des accusations le 5 novembre 2010. Kearns a déclaré que les officiers du navire avaient subi des pressions de la Marine pour déclarer le navire prêt à être déployé même s’ils savaient qu’il avait encore des problèmes importants et non résolus,.
En réponse à ces problèmes, la Marine a finalement obtenu l’autorisation d’embaucher en 2009 un nombre suffisant d’officiers superviseurs de construction navale.
En octobre 2010, le ministère de la Défense a publié un rapport décrivant de nombreuses failles d’ingénierie sur l’USS San Antonio. Un haut conseiller du ministère de la Défense aurait déclaré que les navires de Northrop Grumman ne sont « pas efficaces, pas adaptés et ne peuvent pas survivre au combat ». Le rapport a également blâmé Raytheon, un sous-traitant fournissant des systèmes de fibre optique, électriques et antimissiles pour l’USS San Antonio, pour des « lacunes techniques persistantes ».
En avril 2011, après près de deux ans de travaux de réparation constantes dans divers chantiers navals de Norfolk, en Virginie, la Marine a commencé une enquête sur les problèmes mécaniques et d’ingénierie constants de l’USS San Antonio. Le directeur exécutif de l’activité d’entretien régional (CGR), Thomas J. Murphy, qui gérait les travaux, a été relevé de ses fonctions et muté, tout comme le personnel supérieur des opérations riveraines. La Marine a déclaré que deux entreprises, Earl Industries, le maître d'œuvre, et Fairbanks Morse, le fabricant du moteur, n’étaient pas disposés ou incapables de fournir une documentation complète sur ce qui avait été réparé sur le navire et comment,.
En conséquence, la Marine a suspendu le pouvoir de surveillance de Norfolk Ship Support Activity.
Le 6 mai 2011, la Marine a annulé son contrat de maintenance avec Earl Industries, citant « un travail inapproprié effectué et des préoccupations concernant le programme d’assurance qualité d’Earl Industries et la capacité de l’entreprise à contrôler la qualité et la documentation du travail qu’elle effectue ».
Le 26 mai 2011, après 10 jours d’essais en mer, les moteurs du navire ont été déclarés aptes au service,. Le navire a terminé ses essais le 15 juin 2011 et devait faire l’objet d’un court déploiement d’entraînement de juillet à août 2011. En juillet 2011, les refroidisseurs intermédiaires du moteur Diesel de l’USS San Antonio se sont avérés défectueux sur le plan mécanique après que le navire n’ait pas atteint sa pleine puissance, ce qui a entraîné la réparation du navire. Les réparations ont également révélé des lacunes dans le travail effectué par Earl Industries. Les réparations ont été achevées le 3 août 2011.
En août 2011, la Marine affirme maintenant que tous les problèmes avec les moteurs du navire ont été corrigés, y compris « les bouchons d’exclusion de corps étrangers laissés dans le système de tuyauterie de drainage, l’utilisation de matériaux incorrects et l’installation et le scellement inadéquats des joints ».

## Récompenses
- Prix de l’efficacité au combat 2012[31].

## Armoiries du navire

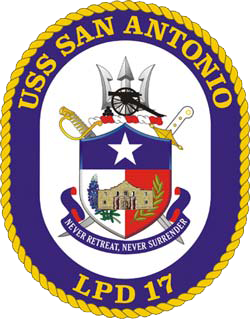

Les couleurs du bouclier et de l’étoile sont adaptées du drapeau de l’État texan. L’étoile commémore également la « Lone Star » et le premier navire à porter le nom de San Antonio. Le rouge est la couleur de la bravoure et du sacrifice, le bleu est la loyauté et le blanc, la pureté du but. L’Alamo honore les hommes qui ont été tués en combattant contre le Mexique pour l’indépendance du Texas. Les bluebonnets font référence à la beauté et à la majesté du Texas et la branche d’olivier souligne la mission de maintien de la paix du navire. Le trident et le canon représentent l’ancien et le nouvel armement. Les boulets de canon et les canons du XIXe siècle étaient des armes similaires utilisées par les hommes courageux qui défendaient l’Alamo. Le trident, symbole des prouesses en mer, représente également la « triade de mobilité » pour laquelle l’USS San Antonio est construit. Les épées croisées de la Marine et du Corps des Marines des États-Unis représentent la coopération et le travail d’équipe de la Marine des États-Unis et du Corps des Marines.

## Galerie

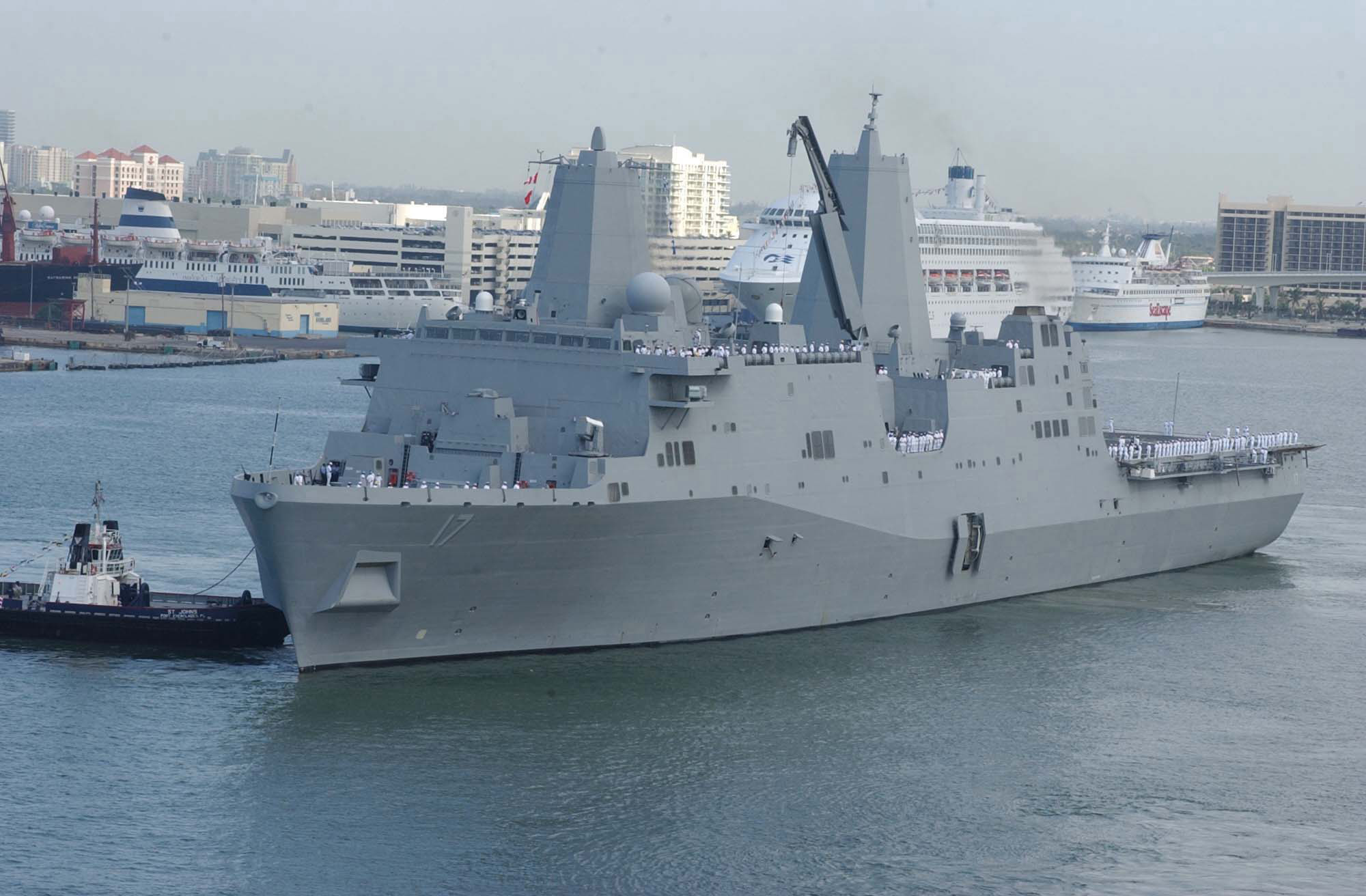
L’USS San Antonio arrive à Port Everglades, en Floride, en mai 2006
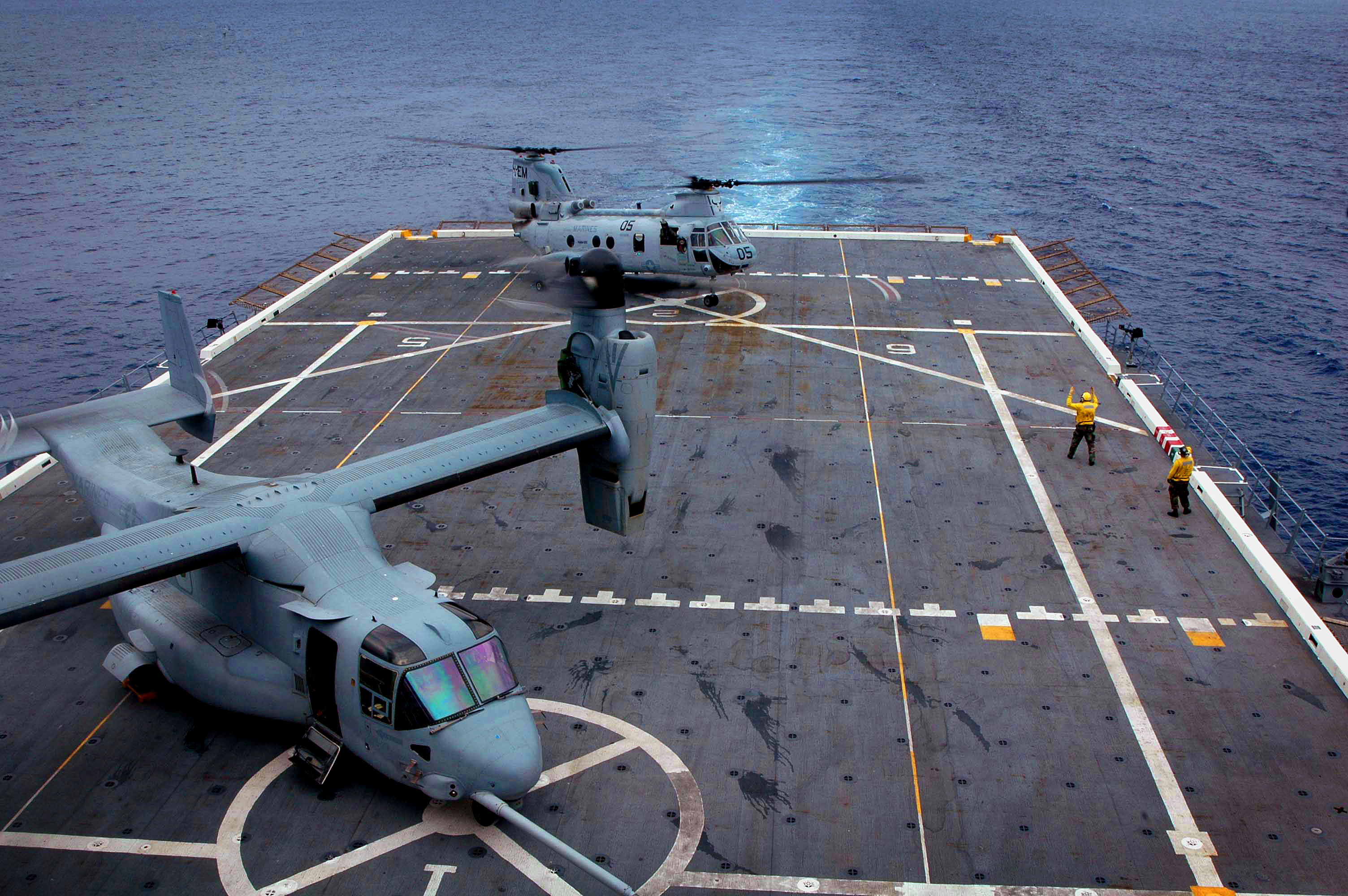
Pont d’envol de l’USS San Antonio en juin 2006
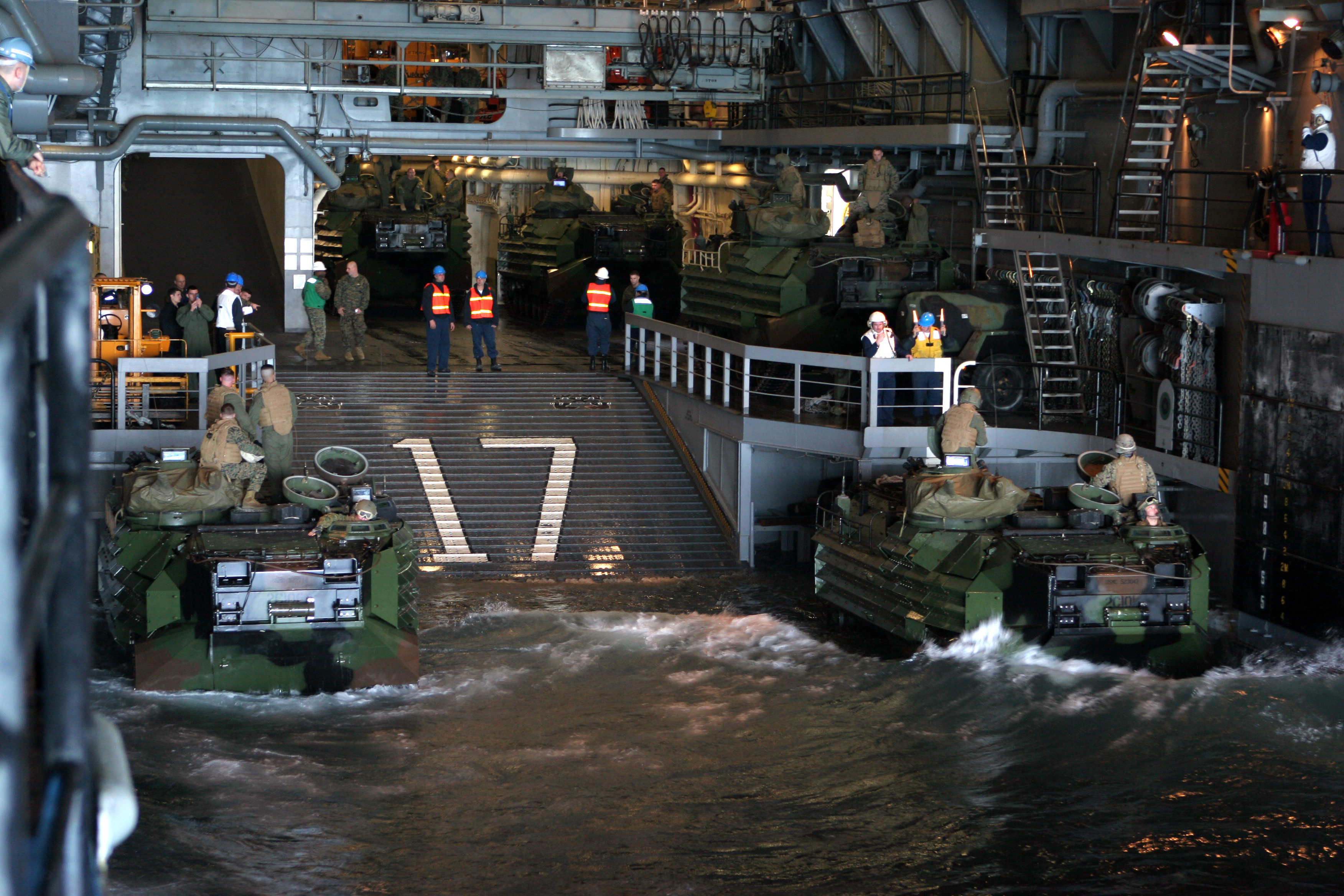
AAV-7 dans le radier inondable de l’USS San Antonio en mars 2008
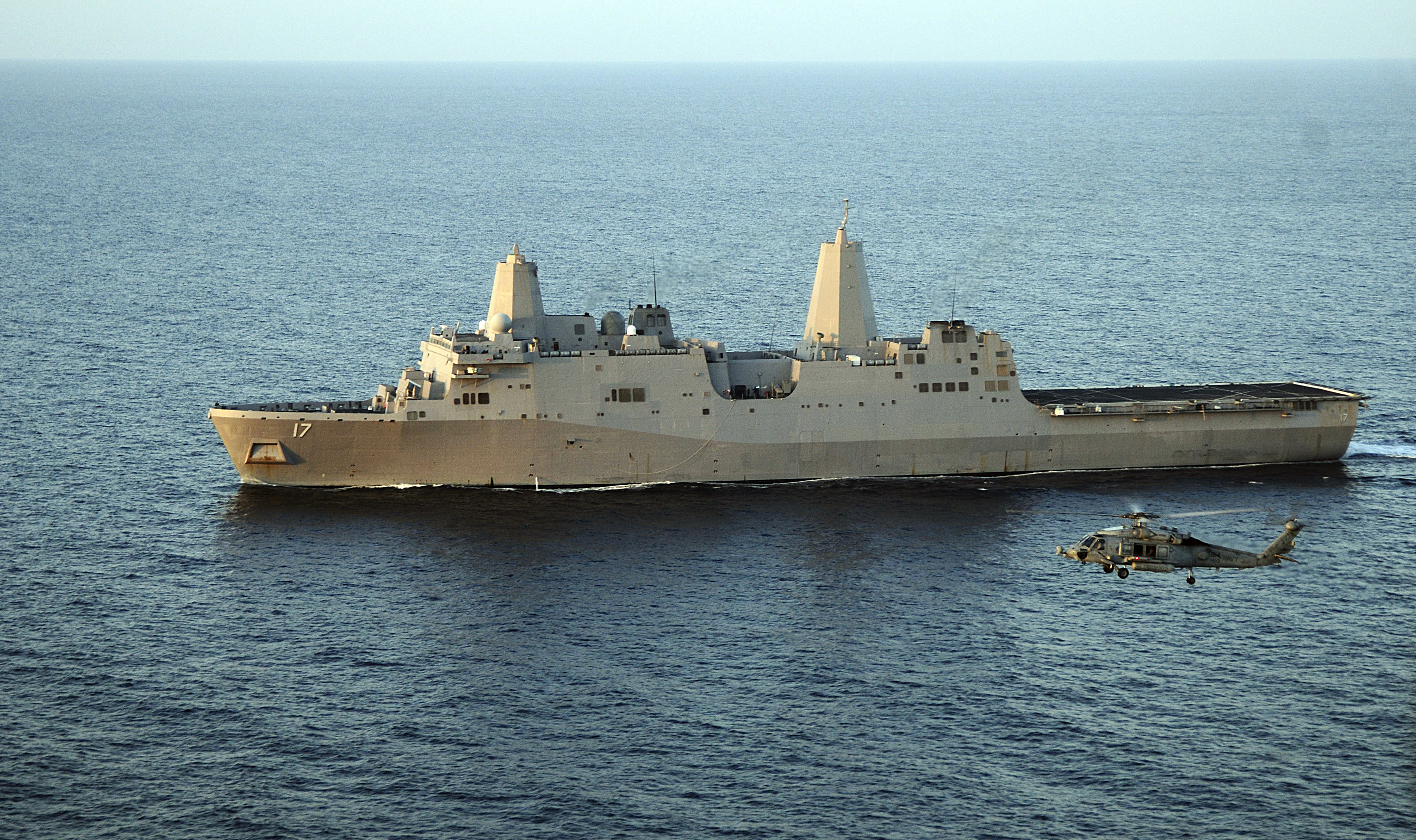
L’USS San Antonio en janvier 2009 en tant que navire amiral de la Combined Task Force 151